# Вулкано
 Тази статия е за вулканичния остров.  За манастира вижте Вулкано (манастир).  
Вулкано (на италиански: Vulcano) е активен вулкан и едноименен остров в Тиренско море, част от територията на Италия. Островът е най-южния от 7-те по-големи Липарски острови, разположен на 20 km на север от Сицилия. Дължина около 8 km, ширина около 6 km, площ 21,2 km². Явява се връх на подводен вулкан, състоящ се от 3 конуса. Височина 499 m. Самият вулкан във фумаролен стадий. По името на острова и едноименния вулкан е наименувано един от типовете вулкански изригвания. В северното подножие на вулкана е разположено градчето Вулкано Порто, изходен пункт за изкачването до кратера.